# Gémination phonosyntaxique
La gémination (phono)syntaxique (aussi appelée gémination syntagmatique, renforcement (phono)syntaxique ou encore cogémination d'après la terminologie italophone) est un phénomène linguistique de gémination (doublement) de la consonne initiale d'un mot par liaison avec le mot précédent
.
C'est un sandhi apparenté à la liaison.
Cette gémination est typique de l'italien, dans sa version nationale et quelques variantes régionales, mais elle est également présente en finnois et en maltais.

## En italien
- Andiamo a casa [anˈdjaˑmo ak‿ˈkaːsa] , séquence prononcée comme si elle était écrits *ac casa.
- Detto fra le righe [ˈdet.to ˈfra(l‿).le ˈriːɡe]
- Non so che cosa faremo [nonˌsɔk‿.kek‿ˈkɔˑsa faˈreːmo]
- Parlerà Sara, parlerà Daniele [par.leˌras‿ˈsaːra | par.leˌrad‿daˈnjɛːle]

La gémination phonosyntaxique relève à la fois de la phonétique et de la syntaxe de la langue écrite.
La gémination phonétique est courante dans les langues où le locuteur ne fait pas de pause entre les mots[réf. souhaitée] : il peut alors, inconsciemment, lier par gémination le son initial d'un mot avec le son final du mot précédent, surtout si ce son final n'est pas accentué.
Ce phénomène phonétique est transcrit dans l'orthographe par les consonnes doubles de mots comme affinché, appunto, appena, davvero, ovvero, sicché, sopratutto, giammai, cosiddetto, frattanto, lassù, ammodo, neppure, sebbene, ossia, etc.
La gémination initiale est courante en toscan et dans les dialectes médians et méridionaux, mais quasiment absente dans le nord du pays.
Comme d'autres phénomènes du toscan, ellle est aujourd'hui répandue dans la diction de l'italien enseignée nationalement (orthoépie).

### Origine et répartition géographique
Il semble que la gémination phonosyntaxique soit liée à l'assimilation phonétique des consonnes finales en latin : Ad Brundisium → A Brindisi. Dans un stade intermédiaire, à l'oral, Ad Brundisium serait devenu Ab Brundisium :
la rencontre du D et du B conduit devient un double B, non marqué à l'écrit
.
Le phénomène se propage ensuite dans la langue italienne
,.
La gémination phonique diffère de région en région. Elle est surtout présente au sud de ligne La Spezia-Rimini, au nord de laquelle les dialectes évitent les doubles consonnes.
En Italie méridionale, la gémination est appliquée plus largement que dans la langue standard.
Dans certains dialectes, deux phonèmes ne se distinguent que par la présence ou l'absence de gémination :  le napolitain distinguera 'a casa, « la maison » (/a ˈkaːsa/, sans gémination),  de a casa, « à la maison » (/ak‿ˈkaːsa/, avec gémination).

### Cas typiques en italien standard
La gémination se produit principalement dans quatre cas.
1. Lorsque la consonne est précédée d'un mot accentué sur la dernière syllabe (oxyton polysyllabique).
  - La città nuova [la tʃitˌtan‿ˈnwɔːva]
2. Lorsque la consonne est précédée d'une monosyllabe finissant par une voyelle ou une diphtongue descendante, ou bien si la monosyllabe est utilisée métalinguistiquement.
  - Andiamo a casa [anˈdjaˑmo ak‿ˈkaːsa]
3. Lorsque la consonne est précédée de come, dove, qualche ou sopra.
  - Come va? [ko.mev‿ˈva]
  - Dove sei? [do.ves‿ˈsɛj]
  - Qualche volta [ˌkwal.kev‿ˈvɔl.ta]
  - Sopra la tavola [ˌso.pral‿la ˈtaːvo.la]
4. Avec dio, dèi, dea, dee lorsque le mot est précédé d'une voyelle, avec Maria dans Ave Maria (mais la variante sans gémination existe aussi)[5], et avec Santo dans Spirito Santo.
  - Mio Dio [ˌmi.od‿ˈdiːo]
  - Ave Maria [ˌa.vem‿maˈriːa]
  - Spirito Santo [ˌspi.ri.tos‿ˈsan.to]

La terminologie du phonéticien Luciano Canepari qualifie les cas 1, 2 et 3 de cogémination, tandis que le quatrième est une prégémination.
Toutes les monosyllabes ne permettent pas la gémination. Par exemple, l'article défini l'empêche. Les articles clitiques et les pronoms (lo, la, li, le, etc.) ne la provoquent pas non plus. De plus, tous les mots ne peuvent pas être jumelés : il existe des mots qui, tout en suivant une monosyllabe géminée, ne doublent pas la consonne initiale, tandis que d'autres (appelés « autogéminants ») sont géminés même s'ils ne sont pas précédés d'un mot géminant.

### Monosyllabes cogéminantes
Toutes les monosyllabes provoquant la gémination syntaxique sont des syllabes ouvertes, finissant par une voyelle ou par une diphtongue ascendante. Une telle diphtongue porte en général un accent écrit qui, comme dans les polysyllabes, indique déjà le caractère obligatoire de la gémination comme cela se produit pour les mots monovocaliques à accent distinctif.
La liste de ces monosyllabes est la suivante.
- Formes verbales conjuguées :
  - è, fu, ho, ha, vo, va, do, dà, fo, fa, fé, so, sa, sto, sta, può, dì
- Conjonctions :
  - che, e, ma, né, o, se
- Pronoms :
  - che, chi, ciò, sé, tu ; me, te (ces deux derniers ne doivent pas être confondus avec les variantes des particules mi et ti devant les proclitiques lo, la, li, le, ne)
- Prépositions :
  - a, da, su, tra, fra ; ainsi que les prépositions de et ne en poésie
- Adverbes
  - su, giù ; qui, qua ; lì, là ; sì, no ; già, più ; (o)'ve, mo
- Noms :
  - blu, co, dì, gru, gnu, pro, re, sci, tè, tre ;
  - les formes réduites : fé(de), fra(te), a mo'(do) di, pre'(te), piè(de), pro'(de) (mais po'(co) constitue une exception) ;
  - les noms des lettres : a, bi, ci, di, e, gi, i, o, pi, qu (ou cu), ti, u, vu (ou vi) (ainsi que les équivalents obsolètes be, ce, de, ge, pe, te, ca) ; les lettres grecques : mi, chi, ni, xi, pi, rho, phi, psi ;
  - les noms des notes de musique : do, re, mi, fa, la, si.

### Univerbation et gémination
La gémination est parfois visible au niveau de l'orthographe. Cela se produit dans certains mots composés (contraccolpo, soprattutto, sopralluogo). Il s'agit cependant d'une exception à la règle, même si elle est intéressante pour expliquer le dédoublement du L dans certaines prépositions articulées (delle, allo, dalla, etc.).
Dans les mots ayant subi un processus d'univerbation, la gémination phonosyntaxique est donc présente graphiquement, comme dans les exemples suivants.
- Avec a :
  - abbasso, abbastanza, abbenché, accanto, accapo, acché, acciò, acciocché, addentro, addì, addietro , addirittura, addosso,  affinché, affine, affondo, affresco, allato, allesso, ammeno, ammenoché, ammodo, appena, apparte appetto, appiè, appieno, apposta, appostissimo, appresso, appuntino, appunto, arrivederci, assolo, attorno, attraverso, avvenire, beccafforbice, fantappiè, finattantoché, oltracciò, pressappoco
- Avec che :
  - anzichennò, checché, checchessia, chicchessia, dovecchessia, dondecchessia, chessò, purchessia, quandochessia
- Avec chi :
  - chicchessia, chissisia, chissà, chissacché, chissacchì, chissadove, chissammai, chissenefrega, chivvalà
- Avec ciò :
  - acciocché, ciocché, cionnonostante, conciossiaché, conciossiacosaché, imperciocché, perciocché
- Avec come :
  - comecchessia
- Avec contra- :
  - contrabbalzo, contrabbando, contrabbasso, contraccambio, contraccarico, contraccettivo, contraccolpo, contraddanza, contraddire, contraddistinguere, contraffare, contraffilo, contrafforte, contraggenio, contrappasso, contrappeso, contrapporre, contrapposizione, contrappunto, contrassegno, contrassoggetto, contrattempo, contravveleno
- Avec così :
  - cosicché, cosiddetto, cosiffatto
- Avec da :
  - dabbasso, dabbene, dabbenuomo, daccanto, daccapo, dacché, daddovero, dallato, dappertutto, dappiè, dappiede, dappiù, dappocaggine, dappoco, dappoi, dappoiché, dappresso, dapprima, dapprincipio, dattorno, davvero
- Avec dio :
  - addio, Iddio, bendiddio, giuraddio, magariddio, oddio, piacciaddio, pregaddio, santiddio, vivaddio
- Avec dove :
  - dovecchessia
- Avec e :
  - altrettale, altrettanto, ebbene, eccome, epperò, eppoi, eppure, evviva
- Avec fa :
  - fabbisogno
- Avec fra :
  - frammescolare, frammettere, frammezzare, frammischiare, frammisto,  frapporre , frapposizione, frapposto, frattanto, frattempo
- Avec già :
  - giacché, giammai
- Avec là :
  - laddove, laggiù, lassù
- Avec ma :
  - macché, massì
- Avec né :
  - nemmanco, nemmeno, neppure, nevvero
- Avec no :
  - nossignore
- Avec o :
  - oppure, ovvero, ossia, ovverosia
- Avec ogni :
  - ognissanti
- Avec però :
  - perocché, imperocché
- Avec più :
  - piuccheperfetto, piucché, piuttosto
- Avec qua :
  - quaggiù, quassù
- Avec se :
  - sebbene, semmai, sennò, sennonché, seppure
- Avec sì :
  - sibbene, sicché, siccome, siffatto, sissignore
- Avec sopra :
  - sopraccalza, sopraccapo, sopraccarta, sopraccassa, sopraccielo, sopracciglio, sopracciò, sopraccitato, sopraccoda, sopraccollo, sopraccolore, sopraccoperta, sopraddetto, sopraddote, sopraffare, sopraffilo, sopraffino, sopraffusione, sopraggitare, sopraggiungere, sopraggravio, sopralluogo, soprammanica, soprammano, soprammattone, soprammenzionato, soprammercato, soprammettere, soprammobile, soprammondo, soprannaturale, soprannome
- Avec sovra :
  - sovrabbondare, sovraccaricare, sovrannazionale
- Avec su :
  - succitato, suddetto, sullodato, summentovato, summenzionato, suppergiù, suvvia
- Avec tre :
  - treppiede, trepponti, tressette

## En finnois
En finnois, le phénomène est appelé rajageminaatio, rajakahdennus, alkukahdennus ou loppukahdennus.
Il est déclenché par certains morphèmes. Si le morphème est suivi d'une consonne, celle-ci est doublée ; s'il est suivi d'une voyelle, un coup de glotte allongé est ajouté. Par exemple, mene pois est prononcé [me.nep‿poi̯s] et mene ulos se prononce [me.neʔ‿ʔu.los].

## En maltais
Le maltais ne fait pas lui-même usage de gémination syntaxique mais a emprunté de nombreux mots siciliens et italiens avec une consonne initiale géminée, comme (i)kkomprenda ou (i)pperfezzjona de l'italien comprendere et perfezionare. Cette particularité est favorisée par la morphologie verbale du maltais, ce qui explique par ailleurs pourquoi on ne l'observe que sur les verbes.